# Sanem Güngör

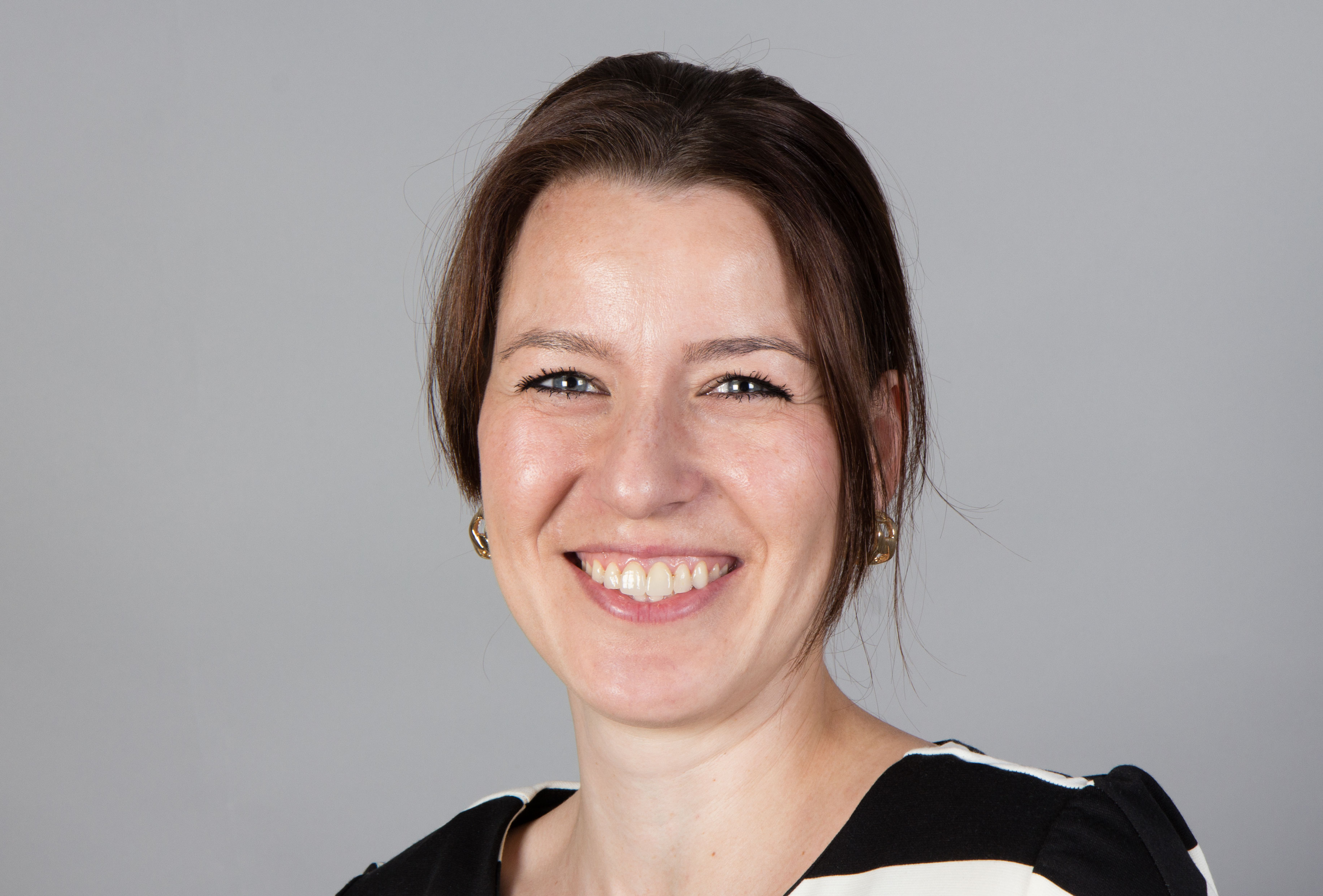
Sanem Güngör, 2014

Sanem Güngör, geborene Erdinç (* 5. August 1981 in Bremen), ist eine Bremer Politikerin (SPD) und Mitglied der Bremischen Bürgerschaft.

## Biografie

### Ausbildung und Beruf
Güngör besuchte in den Jahren 1998 bis 2001 das Schulzentrum Kurt-Schumacher-Allee (Bremen). Sie studierte von 2002 bis 2009 Rechtswissenschaften an der Universität Bremen. Seit 2008 war sie Geschäftsstellenleiterin der i2b GmbH und seit 2009 Rechtsreferendarin am Hanseatischen Oberlandesgericht Bremen.
Seit 2012 ist sie Partnerin der Anwaltskanzlei Adamek & Güngör in Bremen.

### Politik
Güngör ist seit dem Jahr 2005 Mitglied in der SPD. In den Jahren 2007 bis 2011 war sie Mitglied im Beirat des Stadtteils Bremen-Woltmershausen.   
In der 18. Wahlperiode war sie seit dem 8. Juni bis zum 30. Juni 2011 Mitglied der Bremischen Bürgerschaft (zeitweise Nachrücker für ein Senatsmitglied). Seit Juni 2011 ist sie Deputierte für Inneres und Sport der SPD-Bürgerschaftsfraktion. Seit Dezember 2012 ist sie wieder Mitglied der Bürgerschaft. Sie rückte für Ulrike Hiller nach, die das Mandat zugunsten des Staatsratsamtes aufgab.
Güngör ist vertreten im
Verfassungs- und Geschäftsordnungsausschuss,
Rechtsausschuss,
Ausschuss für Integration, Bundes- und Europaangelegenheiten, internationale Kontakte und Entwicklungszusammenarbeit,
Richterwahlausschuss,
nichtständigen Ausschuss „Ausweitung des Wahlrechts“
sowie in den Betriebsausschüssen „Umweltbetrieb Bremen“, „Musikschule Bremen“ und „Werkstatt Bremen“.
Außerdem ist sie Mitglied der städtischen Deputation für Inneres und Sport, der sie in der Zeit ohne Bürgerschaftsmandat (Juli 2011 – Dezember 2012) als Deputierte angehörte.

### Weitere Mitgliedschaften
Güngör ist Mitglied beim Alumni-Netzwerk der Universität Bremen community bremen und bei Greenpeace.